# Quentin Merlin
Quentin Merlin (Nantes, 16 mei 2002) is een Frans voetballer die doorgaans speelt als linksback. In juli 2025 verruilde hij Olympique Marseille voor Stade Rennais.

## Clubcarrière
Merlin speelde vanaf zijn zesde in de jeugd van Goélands Samaritains en werd vier jaar later opgenomen in de opleiding van FC Nantes. Na een jaartje vertrok hij naar Pornic Foot, maar in 2015 keerde de verdediger terug bij Nantes. Hier mocht hij zich in januari 2021 van coach Raymond Domenech melden bij de eerste selectie. Zijn professionele debuut maakte Merlin op 10 februari, in de Coupe de France tegen RC Lens. Interim-coach Antoine Kombouaré (die na de wedstrijd definitief als trainer werd aangesteld) liet Merlin op de bank beginnen, waar hij teamgenoot Kader Bamba de score zag openen. Door twee treffers van Corentin Jean en een van Cheick Doucouré draaide Lens de wedstrijd om, waarna Merlin mocht invallen voor Ludovic Blas. Na nog een tegengoal van Arnaud Kalimuendo besliste Bamba de uitslag uiteindelijk op 2–4. Een ruime maand na zijn debuut tekende Merlin zijn eerste professionele contract bij Nantes. Zijn eerste doelpunt maakte hij op 19 februari 2022, in de Ligue 1 tegen Paris Saint-Germain. Na de openingstreffer van Randal Kolo Muani verdubbelde hij na een kwartier spelen de voorsprong. Door een benutte strafschop door Blas en een tegendoelpunt van Neymar won Nantes uiteindelijk met 3–1.
In januari 2024 maakte Merlin voor een bedrag van circa tien miljoen euro de overstap naar Olympique Marseille, waar hij zijn handtekening zette onder een verbintenis voor de duur van vierenhalf jaar. Anderhalf jaar na zijn komst werd Merlin voor drie miljoen winst doorverkocht; voor circa dertien miljoen euro verkaste de vleugelverdediger naar Stade Rennais en hij tekende daar voor vier seizoenen.

## Clubstatistieken
| Seizoen | Club                | Competitie | Competitie | Competitie | Beker | Beker | Internationaal | Internationaal | Totaal | Totaal |
| Seizoen | Club                | Competitie | Wed.       | Dlp.       | Wed.  | Dlp.  | Wed.           | Dlp.           | Wed.   | Dlp.   |
| ------- | ------------------- | ---------- | ---------- | ---------- | ----- | ----- | -------------- | -------------- | ------ | ------ |
| 2020/21 | FC Nantes           | Ligue 1    | 0          | 0          | 1     | 0     | —              | —              | 1      | 0      |
| 2021/22 | FC Nantes           | Ligue 1    | 28         | 2          | 5     | 0     | —              | —              | 33     | 2      |
| 2022/23 | FC Nantes           | Ligue 1    | 24         | 1          | 1     | 0     | 4              | 0              | 29     | 1      |
| 2023/24 | FC Nantes           | Ligue 1    | 16         | 0          | 2     | 0     | —              | —              | 18     | 0      |
| 2023/24 | Olympique Marseille | Ligue 1    | 10         | 0          | 0     | 0     | 7              | 0              | 17     | 0      |
| 2024/25 | Olympique Marseille | Ligue 1    | 27         | 1          | 2     | 0     | —              | —              | 29     | 1      |
| 2025/26 | Stade Rennais       | Ligue 1    | 0          | 0          | 0     | 0     | —              | —              | 0      | 0      |
| Totaal  | Totaal              | Totaal     | 105        | 4          | 11    | 0     | 11             | 0              | 127    | 4      |

Bijgewerkt op 23 juli 2025.

## Erelijst
| Coupe de France | 1 | 2021/22 |